# Christian Lopez
Christian Lopez (Aïn Témouchent, 15 maart 1953) is een voormalig Frans voetballer die speelde als verdediger. Lopez werd geboren in Frans-Algerije. Met AS Saint-Étienne werd hij viermaal landskampioen en won hij driemaal de Coupe de France. Hij beëindigde zijn loopbaan in 1987 bij Montélimar.

## Interlandcarrière
Lopez kwam 39 keer uit voor het Franse elftal in de periode 1975-1982 en scoorde een keer voor de nationale ploeg. Hij maakte zijn debuut voor Les Bleus op 26 maart 1975 in de vriendschappelijke wedstrijd tegen Hongarije (2–0-overwinning) in Parijs. Hij nam met Frankrijk deel aan twee WK-eindronden: 1978 en 1982.

## Erelijst
AS Saint-Étienne
- Division 1: 1974, 1975, 1976, 1981
- Coupe de France: 1974, 1975, 1977
- Intertoto Cup: 1972 (groepswinnaar)